# West Columbia (Carolina del Sur)
West Columbia es una ciudad ubicada en el condado de Lexington en el estado estadounidense de Carolina del Sur. La ciudad en el año 2000 tiene una población de 13.064 habitantes en una superficie de 16.3 km², con una densidad poblacional de 831 personas por km². 

## Geografía
West Columbia se encuentra ubicada en las coordenadas 33°59′27″N 81°4′4″O / 33.99083, -81.06778. Según la Oficina del Censo, la ciudad tiene un área total de 16,3 km² (6,3 mi²), de la cual 15,7 km² (6,1 mi²) es tierra y 0,5 km² (0,2 mi²) (3.18%) es agua.

## Demografía
En el 2000 la renta per cápita promedia del hogar era de $30.999, y el ingreso promedio para una familia era de $40.253. El ingreso per cápita para la localidad era de $18.135. En 2000 los hombres tenían un ingreso per cápita de $30.033 contra $24.637 para las mujeres. Alrededor del 16.80% de la población estaba bajo el umbral de pobreza nacional. 

### Localidades adyacentes
El siguiente diagrama muestra a las localidades en un radio de 8 kilómetros (5 mi) de West Columbia.